# Alistair Payne

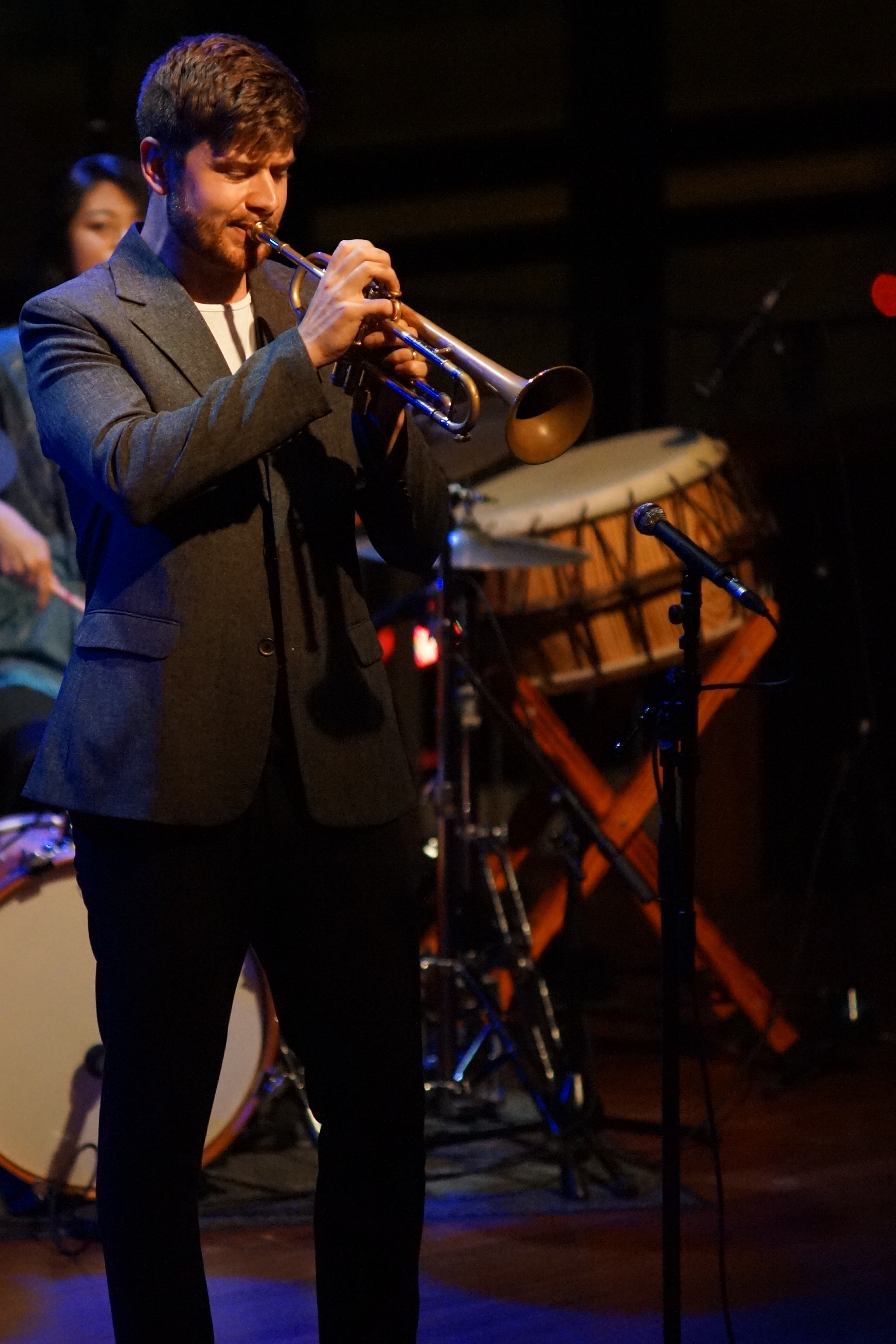
Alistair Payne (2020)

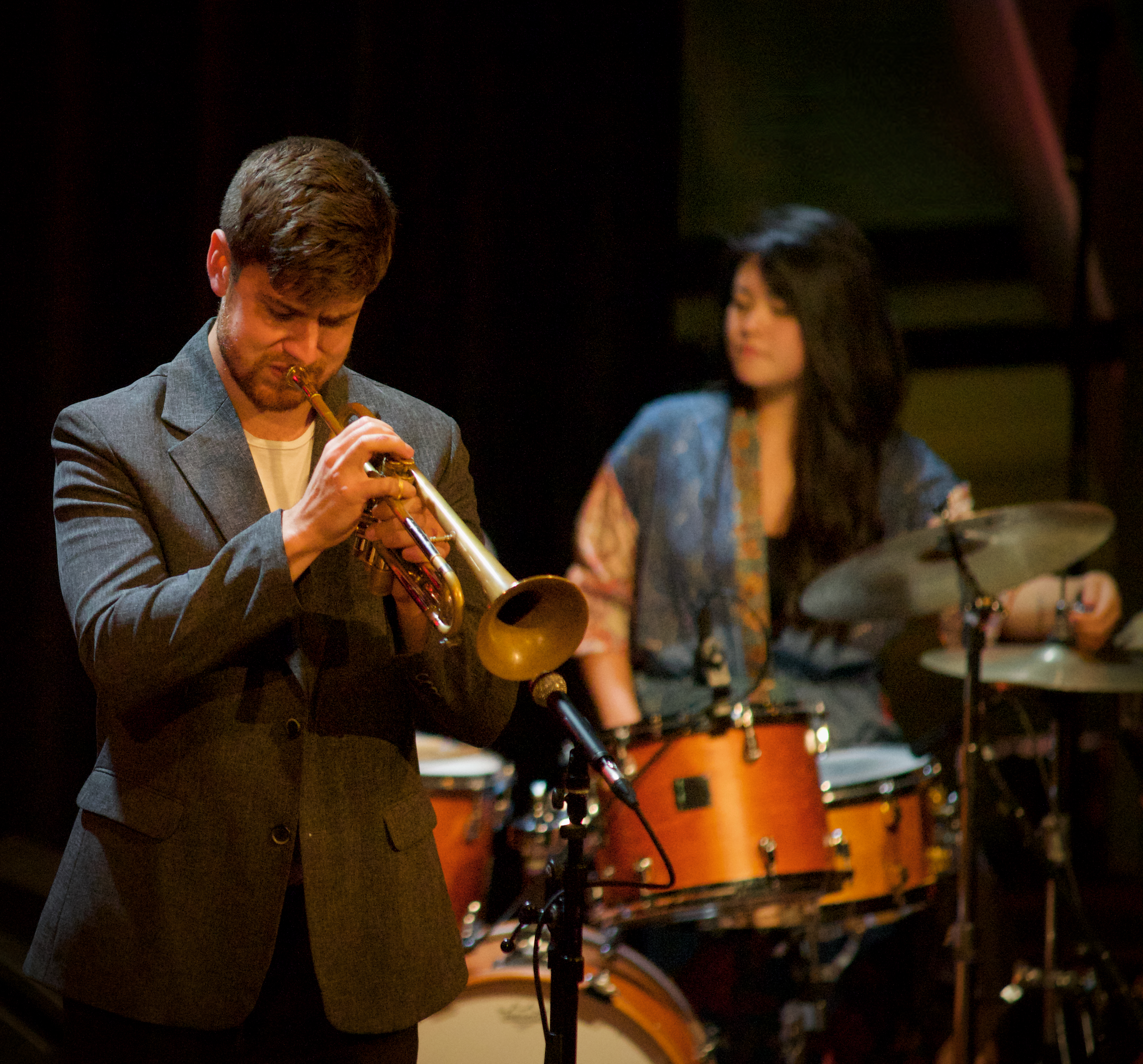
Alistair Payne mit Sun-Mi Hong (rechts) im Bimhuis 2020

Alistair Payne (* 1995 in Schottland) ist ein britischer, in den Niederlanden lebender Jazzmusiker (Trompete, Komposition).

## Leben und Wirken
Payne erhielt Unterricht in Schottland und studierte am Conservatorium van Amsterdam, wo er von Yaniv Nachum, Ruud Breuls, Jasper Blom und Reinier Baas betreut wurde und 2071 abschloss.
Mittlerweile ist Payne als Musiker in der niederländischen Jazzszene aktiv; er arbeitete seit den 2010er-Jahren u. a. mit Sun-Mi Hong und in den Formationen Motet, Perselí, Tijn Wybengas Brainteaser Orchestra, der Guy Salamon Group, dem Fuensanta Méndez Grand Ensemble, dem Xavier Pamplona Septet und dem Tineke Postma Quartet. Mit dem Trio Omawi von Marta Warelis, Wilbert de Joode und Onno Govaert spielten Payne und Ingebrigt Håker Flaten das Album Live at Roze Tanker (Doek, 2020) ein. Mit Sung-Mi Hong legte er 2021 im Eigenverlag das Duoalbum IN ㅅ: Slow Walk vor. Mit dem Quintett von Sun-Mi Hong spielte er drei Alben ein (Third Page: Resonance, 2022) und trat 2022 beim Jazzfest Berlin auf. Des Weiteren arbeitete er mit dem Lyriker Tongo Eisen-Martin, dessen Texte er als Ausgangspunkte für seine Kompositionen verwendete.
Mit dem Sun-Mi Hong Quintet gewann Payne 2018 die Dutch Jazz Competition  und mit der Guy Salomon Group den Wettbewerb Keep an Eye The Records.